# SN 2011bf
SN 2011bf – supernowa typu Ia odkryta 24 marca 2011 roku w galaktyce A134903-2803. W momencie odkrycia miała maksymalną jasność 16,70m.